# Pierre-Marie-Jérôme Trésaguet
Pierre-Marie-Jérôme Trésaguet (ur. 1716 w Nevers, zm. 1796) – francuski inżynier, autor nowoczesnej idei budowy dróg.
Przez wiele lat pracował w Corps des Ponts et Chaussées, m.in. jako podinspektor w Paryżu i główny inżynier w Limoges, w 1775 został inspektorem generalnym. Był pionierem budowy dróg bitych - opracował metodę budowania dróg bitych z kolejnych warstw tłuczonego kamienia ubijanego przez ciężkie walce drogowe, co zapewniało dobrą wytrzymałość i odwodnienie. Swoją metodę zastosował pierwszy raz przy budowie drogi z Paryża do Hiszpanii przez Tuluzę, potem w środkowej Europie i w Szwecji. Ok. 1775 z jego inicjatywy zaczęto budować na większą skalę we Francji drogi bite. Jego metoda została zaadaptowana i rozwinięta przez szkockiego inżyniera Thomasa Telforda.